# Guida tascabile per la felicità
Guida tascabile per la felicità (A Birder's Guide to Everything) è un film del 2013 diretto da Rob Meyer.
Il film, una produzione indipendente, è stato presentato in anteprima al Tribeca Film Festival nell'aprile del 2013 e quindi è stato oggetto di una distribuzione limitata nelle sale e dal marzo 2014 disponibile in canali specifici come video on demand.

## Trama
Il quindicenne David alla vigilia del secondo matrimonio del padre, vedovo da un anno e mezzo, insieme a tre suoi amici si mette sulle tracce di un'anatra ritenuta estinta, avvistata nei pressi della sua casa.
Dalla periferia di New York parte così alla volta di un parco nel Connecticut dove si presume che il volatile transiti nella sua migrazione verso nord. Nell'avventuroso viaggio David è accompagnato dal miglior amico Timmy, da un altro appassionato di uccelli ("birder") della sua stessa scuola, Peter, e da Ellen, una ragazza da poco giunta nel loro liceo, ingaggiata come fotografa.
Arrivati nel parco, sono raggiunti dal grande professor Konrad, che avevano consultato, e con il quale riescono a trovare proprio l'anatra cercata. Dopo averla ammirata e fotografata, un cacciatore le spara, ferendola, per poi ucciderla con le proprie mani una volta raccolta. I ricercatori sono indignati e David, in particolare, è molto scosso da quanto visto. Il professor Konrad poi, osservando meglio l'esemplare, esclude che si tratti di un'anatra del Labrador, come sospettato. Più banalmente si tratta di un'anatra selvatica frutto di un qualche incrocio.
David ha il tempo di tornare a casa per le nozze del padre. Grazie anche alle parole del professor Konrad che conosceva bene sua madre, alla quale David deve anche la grande passione per gli uccelli, il ragazzo si riconcilia con il padre, con il quale i rapporti si erano raffreddati.
Il movimentato week-end ha reso più maturi tutti gli amici e fatto innamorare Ellen e David che si danno così il primo bacio.